# Río Musi (Indonesia)
El río Musi (en indonesio: Sungai Musi ) es un río en el sur de Sumatra, Indonesia. Fluye de suroeste a noreste, desde la cadena montañosa de Barisan, que forma la columna vertebral de Sumatra, en la regencia de Kepahiang, provincia de Bengkulu, hasta el estrecho de Bangka, que forma una extensión del mar de China Meridional. Tiene unos 750 kilómetros de largo y drena la mayor parte de la provincia de Sumatra del Sur. Después de fluir a través de Palembang, la capital de la provincia, se une a varios otros ríos, incluido el río Banyuasin, para formar un delta cerca de la ciudad de Palembang. El río, dragado a una profundidad de unos 6,5 metros, es navegable por grandes barcos hasta Palembang, que es el sitio de las principales instalaciones portuarias utilizadas principalmente para la exportación de petróleo, caucho y aceite de palma.
Este sistema fluvial, especialmente alrededor de la ciudad de Palembang, fue el corazón del imperio epónimo Srivijayan de los siglos VII al XIII. La desembocadura del río fue el lugar donde se estrelló el avión del vuelo 185 de SilkAir, en el que murieron los 104 pasajeros y la tripulación a bordo en 1997.

## Geografía

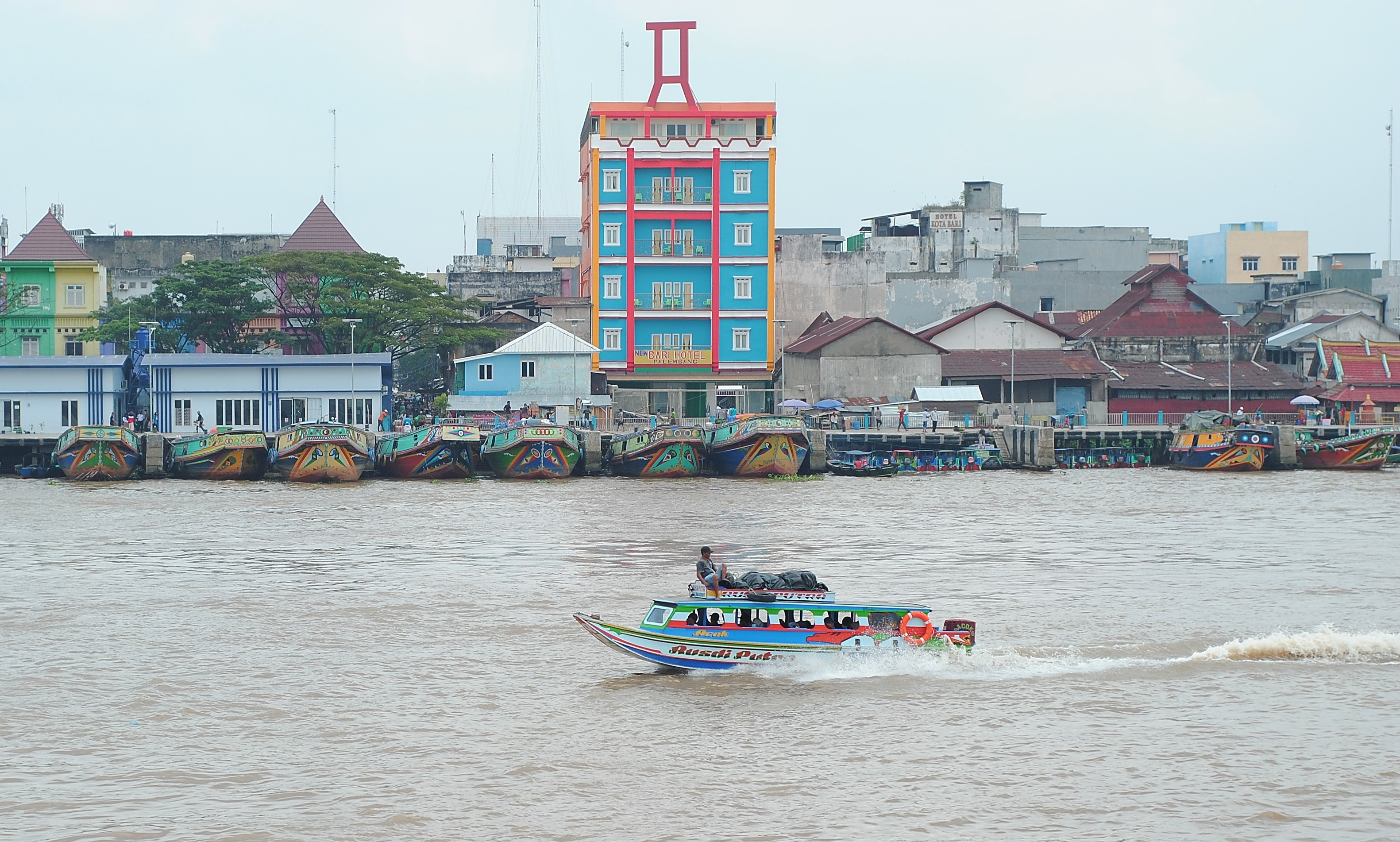
Lancha rápida de pasajeros en el río Musi en Palembang

El río fluye en la zona sur de Sumatra con un clima predominantemente de selva tropical (designado como Af en la clasificación climática de Köppen-Geiger). La temperatura media anual en la zona es de 24 °C El mes más caluroso es julio, cuando la temperatura media ronda los 26 °C, y el más frío es febrero, con 22 °C La precipitación media anual es de 2579 milímetros. El mes más lluvioso es abril, con un promedio de 344 mm de lluvia, y el más seco es septiembre, con 99 mm de lluvia.

### Cuenca
El río Musi recorre unos 640 km entre la cordillera de Barisan y el estrecho de Bangka. Nace a unos 1300 m de altitud, a unos 40 km al oeste de Lubuk Linggau y pasa por las ciudades de Sekayu (unos 100.000 hab.) y Palembang (1,7 millones de hab.). El río Komering, que se une en la desembocadura, nace en el lago Ranau (126 km2), un cráter volcánico del pleistoceno a 571 m de altitud.
En torno a Palembang, el río Musi fluye de este a oeste unos 100 km hasta la boca del río. A 25 km desde Palembang, el río se bifurca, la parte izquierda se conoce como río Musi y la derecha como río Padang. El Musi se ensancha notablemente en el tramo final, entre los 1000 m y los 3000 m de la desembocadura.

#### Afluentes
El área total de la cuenca del Musi cubre unos 60.000 km2, entre las latitudes 2°17’S y 4°58’S, y entre las longitudes 102°4’E y 105°20’E. Se divide en ocho cuencas principales, que corresponden a sus ocho afluentes más importantes, los ríos Rawas (6026 km2 de cuenca), Lakitan (2763 km2), Semangus (2146 km2), Kelingi (1928 km2), Harileko (3765 km2), Lematang (7340 km2), Ogan (8233 km2) y Komering (9908 km2). El resto de la cuenca cubre unos 17833 km2, con un total de 59.942 km2.

## Galería

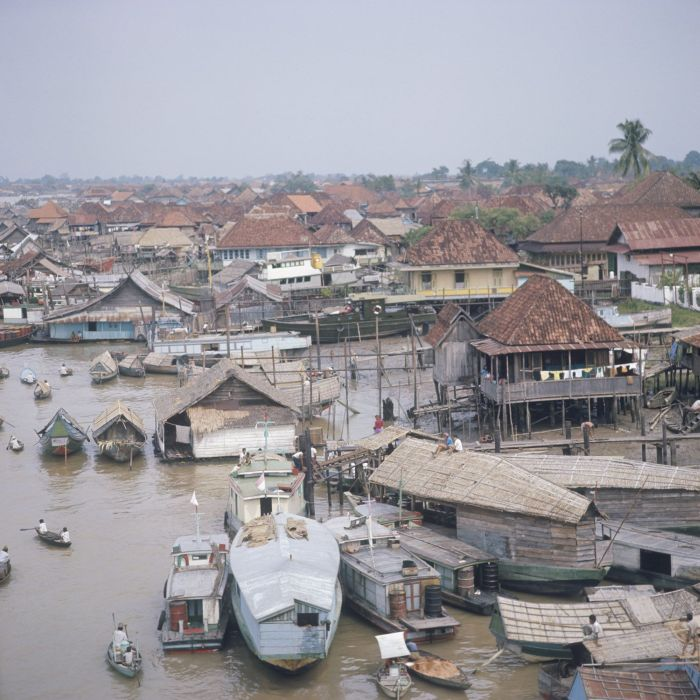
El río Musi y Palembang
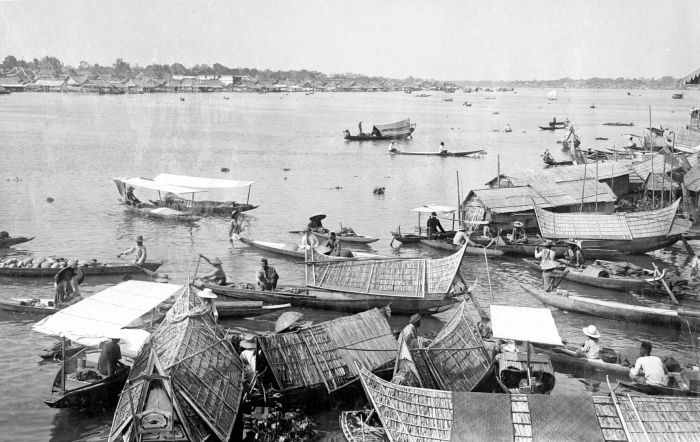
El río Musi por Palembang
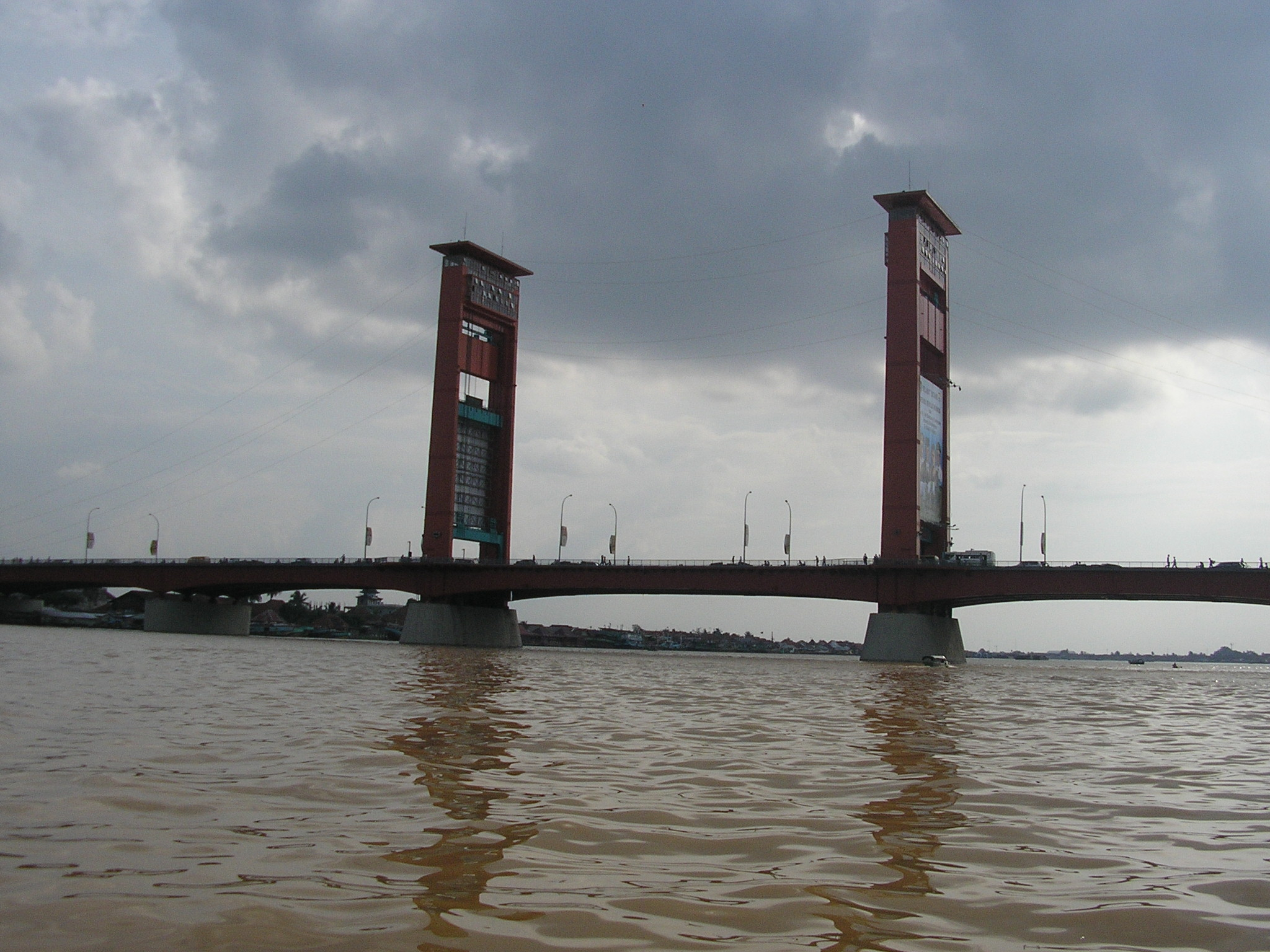
El puente Ampera sobre el río Musi, Palembang
cuenca del río Musi